# Batasio feruminatus
Batasio feruminatus är en fiskart som beskrevs av Ng och Maurice Kottelat 2008. Batasio feruminatus ingår i släktet Batasio och familjen Bagridae. Inga underarter finns listade.